# Ålands kulturstiftelse
Ålands kulturstiftelse (grundad 1950) har till ändamål att använda förvaltade donationsmedel för vetenskaplig forskning om Åland och för främjande av vitterhet och konst, samt att i detta syfte bedriva och stöda publiceringsverksamhet.
Stiftelsen ger ut de kontinuerliga serierna Skrifter utgivna av Ålands kulturstiftelse (17 volymer), Meddelanden från Ålands kulturstiftelse (8 volymer), och Ålands urkundssamling (6 band). Stiftelsen ger ut verket Det åländska folkets historia (5 delar av 8 utkommit t.o.m. år 2007). Den har gett ut avtalen om Ålands internationella särställning i faksimil och i översättning till svenska, finska, engelska och franska (Se länken Avtalstexter)
Stiftelsen förvaltar och utdelar årligen stipendier och forskningsunderstöd ur ett antal fonder. De största av dessa är Valter, Tommy, Bengt och Anni Blomqvists minnesfond med ändamål att främja kultur och traditioner i skärgården och Åland i övrigt, Konstnären Henrik Nylunds fond för skärgårdskultur, som stöder kulturarbete med anknytning till skärgården, och Fonden för åländsk medicinsk forskning, som understöder klinisk och teoretisk medicinsk forskning.
Genom testamente förvaltar stiftelsen kvarlåtenskapen efter författaren Anni Blomqvist, och har utgivningsrätten till alla hennes verk. Stiftelsen äger och förvaltar hennes hem i Vårdö Simskäla både som en minnesbostad över Anni Blomqvist och som en bostad för en verksam författare.
Stiftelsen delar varje år ut Ålandsbankens kulturpris.